# Joseph-Bernhart-Gymnasium
Das Joseph-Bernhart-Gymnasium (kurz auch JBG) ist ein nach Joseph Bernhart (1881–1969) benanntes staatliches Gymnasium in Türkheim im oberschwäbischen Landkreis Unterallgäu.

## Schulprofil
Zum Angebot der Schule gehören vier Fremdsprachen, drei Schulchöre, zwei Schulbands, ein Streicherorchester, eine Mensa und verschiedene Wahlkurse bzw. Arbeitsgemeinschaften. Auch eine Sternwarte ist vorhanden.

## Ausbildungsrichtungen
Das JBG bietet eine naturwissenschaftlich-technologische, eine neusprachliche und eine wirtschaftswissenschaftliche Ausbildungsrichtung an. Zusätzlich zu Englisch werden die Fremdsprachen Latein, Französisch und Spanisch angeboten. Im Schuljahr 2009/10 bot das Joseph-Bernhart-Gymnasium erstmals das Projekt „Chorklassen“ an.

## Gebäude/Anlage
Das dreistöckige Hauptgebäude, das aus dem Grundgebäude und dem ersten, größeren, Anbau besteht, ist im modernen Stil errichtet und schließt an eine Doppelsporthalle an. Im Osten der Schule liegen ein Fußballfeld, eine 400-m-Bahn, Sprunggruben, Anlagen zum Hammerwerfen und Kugelstoßen, zwei Beachvolleyballfelder und Hartplätze für Fußball, Handball, Hochsprung sowie Basketball.

## Geschichte
Das Joseph-Bernhart-Gymnasium nahm 1972 seinen Unterricht mit drei 5. Klassen auf und ist bis heute das einzige staatliche Gymnasium im Landkreis Unterallgäu.
Am 30. September 2005 wurde der zweite Anbau im Süden der Schule eröffnet, der Platz für vier Klassen bietet.
Am 7. September 2008 stellte eine Schülergruppe den europäischen Domino-Schulrekord mit 143.673 Steinen auf. Am 6. September 2009 gelang es der Schülergruppe, einen weltweiten Dominoschulrekord mit  252 519 gefallenen Steinen aufzustellen. Des Weiteren brachen sie den vorigen Guinness-Weltrekord mit einer 22,27 Meter langen Domino-Wall.
Seit dem Schuljahr 2009/10 verfügt die Schule über Schließfächer, die die Schüler bei einem externen Anbieter jährlich mieten können.
In den Schuljahren 2013/14 und 2014/15 wurde das Schulgebäude inklusive der Sporthalle umfassend saniert. Auch die Außenanlagen wurden 2015/16 sowie 2019 saniert.

## Partnerschaften und Austausche
Seit 2001 besteht eine Schulpartnerschaft mit dem Gymnasium und Lyzeum im polnischen Gostyń.
Außerdem werden Austausche mit Oceanside (USA), Isbergues (Frankreich), Gostýn (Polen) sowie Dorchester (Großbritannien) durchgeführt, die in der Regel jährlich stattfinden.